# Días de pesca en Patagonia
Días de pesca es una película argentina de género drama producida por K&S Films, escrita y dirigida por Carlos Sorín, realizada por K&S Films y Guacamole Films con la producción general de Hugo Sigman, y la producción ejecutiva de Leticia Cristi y Matías Mosteirín. Se estrenó el 15 de noviembre de 2012 y tiene una duración de 80 minutos.

## Sinopsis
Marco (Alejandro Awada) es un experimentado viajante de comercio con grandes problemas de alcoholismo, que toca fondo e intenta cambiar su rumbo de vida para tratar su adicción. Como parte del tratamiento a Marco le recomiendan realizar actividades tranquilas que le generen una cierta afición. Él decidirá radicarse en Puerto Deseado para practicar pesca ya que es temporada de tiburón. Sin embargo, en ese mismo lugar se encontrará con su hija Ana con quien no tiene ningún contacto desde hace años.

## Elenco
| Actor               | Personaje                     |
| ------------------- | ----------------------------- |
| Alejandro Awada     | Marcos Tucci                  |
| Victoria Almeida    | Ana Tucci                     |
| Oscar Ayala         | Oscar Ayala el mánager de Box |
| Diego Caballero     | José                          |
| Daniel Keller       | Daniel                        |
| Martín Galindez     | Fito                          |
| Santiago Sorin      | Gianni                        |
| Heriberto Ruiz Díaz | Mochilero                     |
| Sandra Ximena Hoyos | Mochilero 1                   |
| Kharold García      | Mochilero 2                   |
| Willy Sequeira      | Mozo                          |

## Premios[2]
La película fue reconocida con los premios:
- Festival de San Sebastián 2012: Sección oficial a concurso[3]
- Festival de La Habana 2012: Premio especial del jurado